# Cazenovia (hrabstwo Madison)
Cazenovia – wieś w Stanach Zjednoczonych, w stanie Nowy Jork, w hrabstwie Madison.